# Hanriot HD.32
Le Hanriot HD.32 était un avion d'entraînement militaire fabriqué en France dans les années 1920. Dérivé du HD.14 (en) dont il partage la configuration de base, le HD.32 a été dessiné avec un nouvel empennage, un nouveau train d'atterrissage et des ailes plus courtes. La structure bois était remplacée par une structure en partie métallique.
Le HD.32 fut la réponse de Hanriot en 1924 à un appel d'offres de l'Aéronautique militaire pour choisir un nouveau avion école. Gagnant, il fut commandé en quantité sous la désignation HD.32 EP.2. Le HD.320 fut aussi construit en Yougoslavie par Zmaj à Zemun, utilisant un moteur Salmson 9Ac ou Siemens Sh12 110 ou Walter NZ-120.
En 1927, l'école de l'air de l'armée paraguayenne a reçu trois HD.32 qui furent intensément utilisés comme principal avion d'entraînement. Ils furent référencés E.1, E.2 et E.3 (E signifiant Escuela, École). Ils ont été remplacés par cinq Consolidated Fleet 2 (en) en 1931 et réformés fin 1932.

## Opérateurs
France
- Armée de l'air française

 El Salvador
- Force aérienne salvadorienne

 Japon
- Un seul avion

 Paraguay
- Force aérienne paraguayenne - Trois avions achetés en 1927 pour l'École de l'air.

 Royaume de Yougoslavie
- 12 avions H.320 mod. 1926, produits par Aéroplanes Hanriot en France
- 45 avions H.320 mod. 1928, produits par Zmaj à Zemun en Yougoslavie

## Variantes
- HD.32 - principale version de production version pour l'Aéronautique militaire avec moteur Le Rhône 9C
- HD.320 - version avec moteur Salmson 9Ac (en) (12 construits + 45 par Zmaj)[2],[3]
- HD.321 - version avec moteur Clerget 9B (en) (11 exemplaires construits, plus conversion de quatre HD.32 et quatre HD.14)

### Sources
- (en) Cet article est partiellement ou en totalité issu de l’article de Wikipédia en anglais intitulé « Hanriot HD.32 » (voir la liste des auteurs).

- (en) Michael J.H. Taylor, Bill Gunston et al., Jane's encyclopedia of aviation, New York Avenel, N.J, Crescent Books Distributed by Outlet Book Co, 1993, 964 p. (ISBN 978-0-517-10316-6, OCLC 37385099)
- (en) World Aircraft Information Files, London, Bright Star Publishing (ISSN 1369-6483)
- (en) Dan Hagedorn et Antonio Luis Sapienza, Aircraft of the Chaco War, 1928-1935, Atglen, PA, Schiffer Publishing Co., 1996
- (en) Ognjan M. Petrovic, Military Aeroplanes of Kingdom of Jugoslavia 1918-1930, Beograd, MJVB LET-Flight, 2000
- (en) Ognjan Petrović et Čedomir Janić, Short History of Aviation in Serbia, Belgrade, Aerokomunikacije, 2011 (ISBN 978-86-913973-2-6)